# Протести проти карантинних обмежень пандемії COVID-19

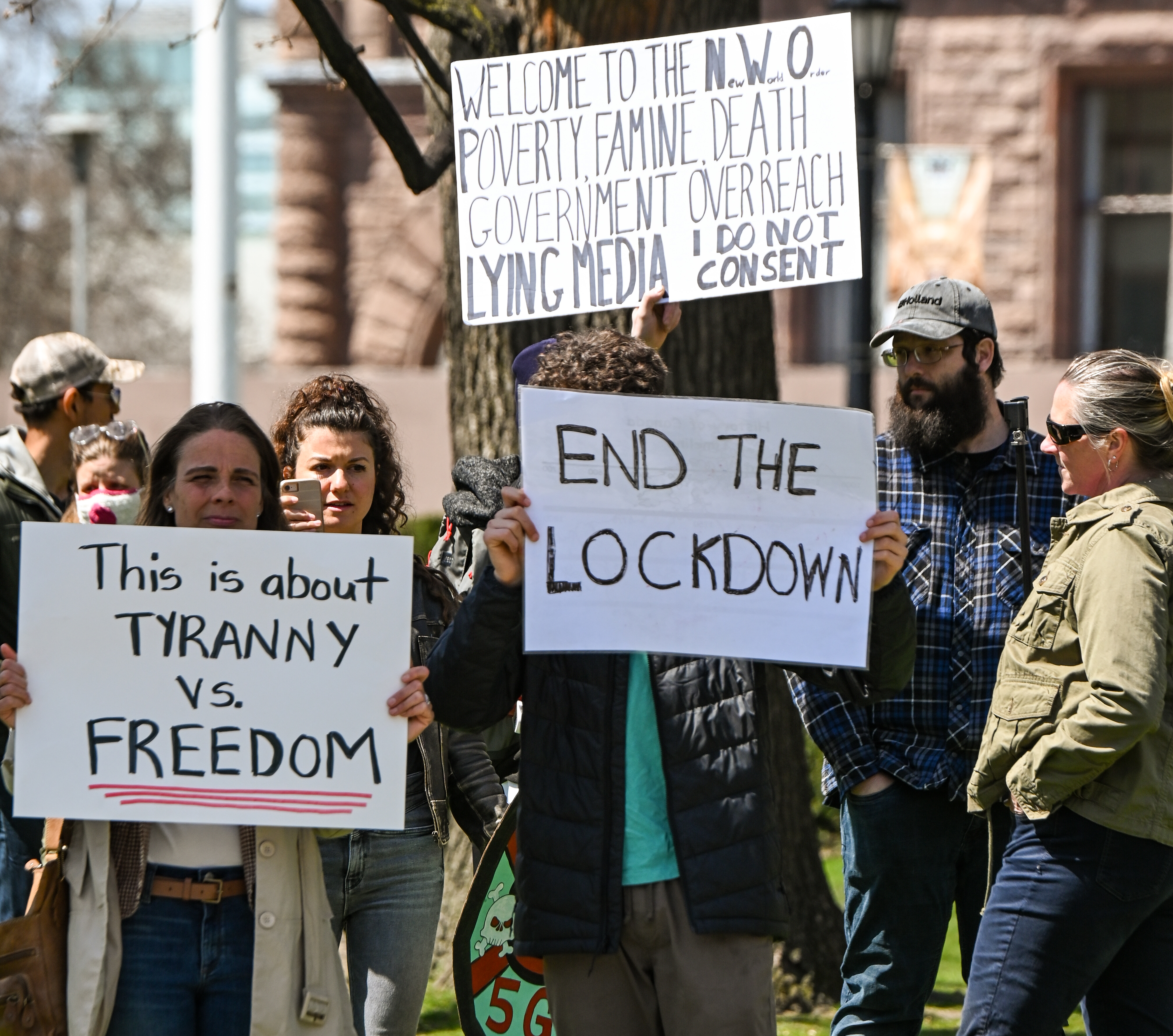
Протест проти карантину в Квін-Парк, Торонто, 25 квітня 2020 року

В різних країнах відбулися акції протесту й демонстрації проти реакцій пандемію COVID-19 урядовими органами. Деякі форми протестів порівнювали з рухом «Ліги проти масок» в Сан-Франциско, яке спостерігалося під час пандемії 1918 року . Також відбувалися різні страйки.

## Африка

### Кот-д'Івуар
Протестувальники зруйнували центр тестування на коронавірус, що будувався в Абіджані, і, за їхніми словами, він знаходився в багатолюдному житловому районі занадто близько до їхніх будинків.

### Кенія
Уряд Кенії звинувачують у надзвичайних заходах, протестувальники звинувачують поліцію Кенії у вбивстві щонайменше шести людей протягом перших 10 днів після початку карантину. Дехто протестував проти примусового карантину осіб, які не дотримувались норм або поверталися з-за кордону, стверджуючи, що вони перебувають на карантині 14 днів за рахунок держави. Сотні людей протестували 8 травня 2020 року, коли уряд знищив 7000 будинків та ринок у Каріобангі, намагаючись контролювати вірус.

### Малаві
Вищий суд Малаві тимчасово заборонив уряду здійснювити 21-денний карантин..Перед постановою було проведено невеликі протести, принаймні у трьох великих містах, де деякі протестуючі заявили, що краще заразитися вірусом, ніж померти від голоду через відсутність роботи.

### Нігерія
Група щонайменше двадцяти хворих на коронавірус була вимушена виїхати з ізолятора, протестуючи проти ймовірного неналежного догляду та дій уряду. Працівники на будмайданчику протестували проти заходів блокування, які обмежили їхню можливість працювати над будівництвінафтопереробного заводу для мільярдера Аліко Данготе.

### Руанда
Біженці, які були переселені в країну з переповненого табору у Лівії, протестували проти закриття з табору біженців у столиці Кігалі.

### Південна Африка
Пройшли протести проти політики, згідно якої продовольча допомога мала бути спрямована лише на домогосподарства, які заробляють менше 3600 рандів, і вимагали дій від Агентства соціального захисту Південної Африки. Серфери протестували задля отримання дозволу на серфінг під час карантину.

### Зімбабве
Троє активістів зникли безвісти після протесту в Хараре, Зімбабве, через заходи щодо карантину 15 травня 2020 року . Пізніше їх виявили в лікарні. Вони стверджували, що їх викрали, після чого вони зазнали тортур, включно з сексуальними.

## Азії

### КНР

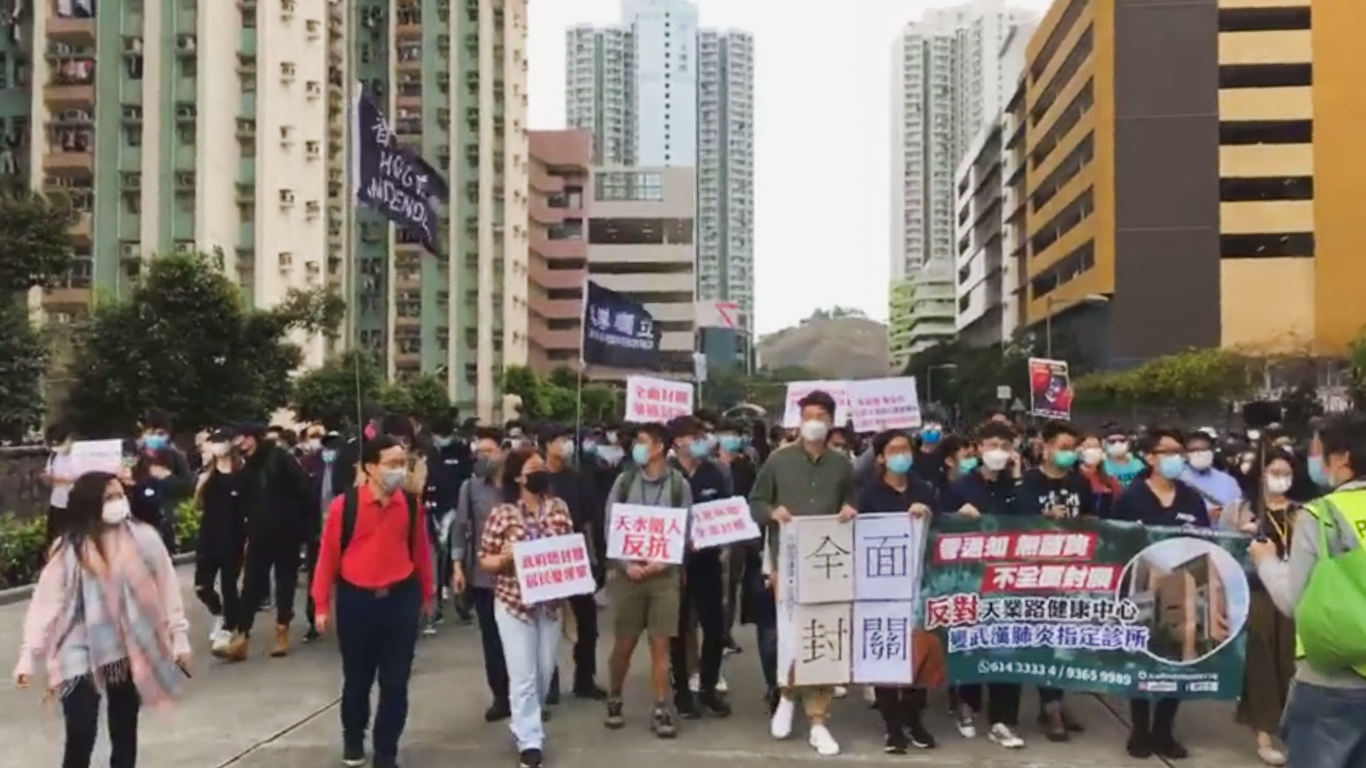
Протестувальники проти планів створити клініки для коронавірусу поблизу житлових районів у Гонконзі 15 лютого 2020 року

Власники невеликих магазинів протестували проти продовження плати за оренду за межами універмагу Grand Ocean в Ухані. Відео з демонстрації були розміщені на платформі соціальних медіа Sina Weibo, але його швидко видалили.

### Пакистан
Десятки лікарів були заарештовані в Кветті після протестів проти відсутності засобів безпеки. Сотні робітників протестували проти звільнень через пандемію, збираючись на своїх старих місцях роботи по всьому місту Карачі.
Батьки студентів, які навчалися за кордоном у китайській провінції Хубей, протестували проти рішення урядів залишити дітей у цьому районі у лютому 2020 року.

### Індія
Після телевізійного повідомлення прем'єр-міністра Нарендри Моді про те, що карантин має бути продовжено щонайменше до 3 травня, поліція застосувала кийки для розгону протестувальників-мігрантів у Мумбаї. Тисячі безробітних мігрантів зібралися на залізничних вокзалах і вимагали дозволити їм розірвати похїати додому. Подібні протести спостерігалися і в інших частинах країни з боку робітників, і тих, хто стверджував, що вони не отримують допомоги, яку обіцяв уряд надати їм у період закриття.

### Ізраїль
Тисячі ізраїльтян, дотримуючись соціального дистанціювання, взяли участь протестах проти карантину в країні, запровадженого прем'єр-міністром Беньяміном Нетаньяху. Поліція дозволяла протести, якщо люди тримали дистанцію двох метрів та носили маски. Інші демонстрації пройшли в ортодоксальному районі Єрусалиму Меа Шеарім, де чоловіки кидали каміння в поліцію.
19 липня поліція Ізраїлю застосувала водомети для розгону протестувальників.

### Ірак
Протести проти блокування проходили на тлі поточних протестів проти влади та насильства над жінками в країні.

### Ліван
Протестувальники виступали проти економічних наслідків карантину. Щонайменше один демонстрант загинув після того, як солдати застосували сльозогінний газ, кийки та гумові кулі для розгону протестувальників у Триполі, які кидали коктейлі Молотова. Протесту також зібралися в Бейруті близ центрального банку та заблокували основні дороги.

### Філіппіни
Спонтанні демонстрації пройшли 1 квітня 2020 року у найбіднішому районі Кесон-Сіті проти нестачі їжі та іншої допомоги. Поліція жорстоко розігнала протестувальників та заарештувала 21 людину. Міський голова та представник Конгресу звернулися до поліції з проханням звільнити заарештованих.

## Європа

### Україна
14-20 лютого в Нових Санжарах відбувалися протести проти розміщення у населених пунктах України евакуйованих громадян України (з підозрою на захворювання коронавірусною хворобою 2019) з міста Ухань (КНР) до України.
29 квітня у Києві прошла акція підприємців проти карантинних заходів. 6 травня в Києві відбулась аналогічна акція під назвою «Карантин вбиває»
Влітку та восени 2021 у різних містах України відбулись акції проти примусової вакцинації проти COVID-19 та обмежень для невакинованих осіб. Зокрема, 27 липня «хресна хода» проти вакцинації була організована Московським патріархатом, 18 вересня мітинг відбувся у Чергінові, а 3 листопада учасники мітингу перекривали вулиці Києва

### Франція
18 квітня в Парижі мотоцикліст врізався у відкрите поліцейське авто без маркування. Демонстрації проходили в О-де-Сен, Тулузі, Ліоні та Страсбурзі.
У Франції протести активізувались після оголошення 12 липня 2021 президентом Макроном впровадження «санітарного паспорту», обов'язкового для користування громадським транспортом, відвідування громадських місць. Проти таких заходів виступила Марін Ле Пен, імовірна претендентка на мпосаду Президента Франції 2022 14 липня «День взяття Бастилії», у Парижі близько 2250 людей протестували проти нових обмежень. Демонстрації також пройшли в Тулузі, Бордо, Монпельє, Нанті та 48 інших місцях, загалом взяли участь близько 19 000 протестувальників. Велелюдні мітинги в різних містах Франції, в яких сукупно рали участь від 100 до 250 тисяч осіб відбувалися також 17 липня, 24 липня, 31 липня, 7 серпня, 9 серпня, 14 серпня, пізніші демонстрації були менш велелюдними

### Німеччина

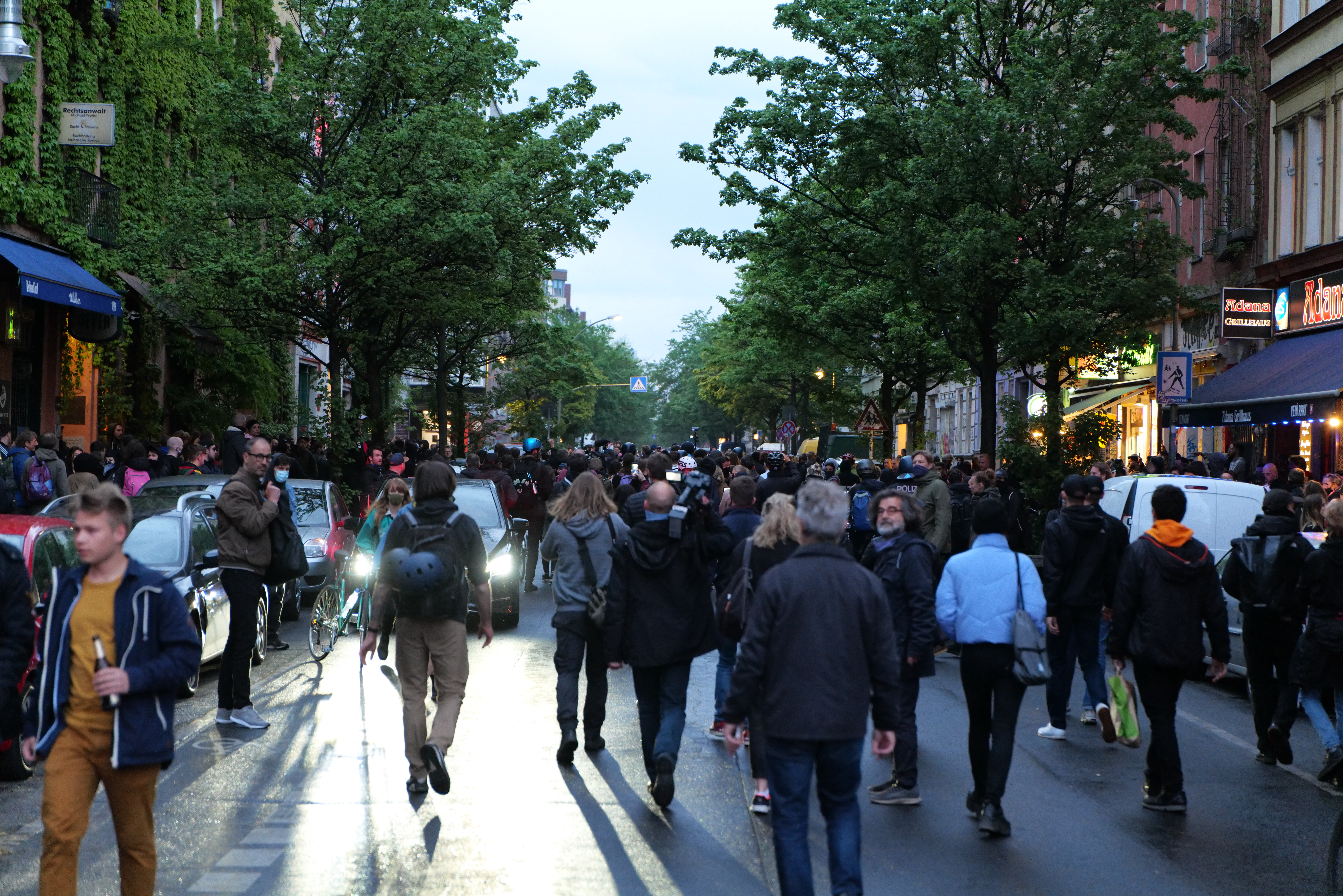
Протест у Кройцберзі 1 травня 2020 року

З квітня 2020 року в Німеччині в кількох містах пройшли численні протести проти політики уряду щодо пандемії COVID-19. 25 квітня 2020 близько 1000 людей зібралися в Берліні біля театру Фольксбюне, сотні інших протестували в Штутгарті 26 квітня проти карантину. 26 квітня в центрі Берліна було затримано понад 100 осіб.. Протест у Берліні 29 серпня зібрав 38 000 учасників.
Приблизно з середини 2020 року головним організатором протестів стала група Querdenken (дослівно — «мислення з різних боків»), яка спочатку базувалась у Штутгарті але незабаром організовувала мітинги також у Берліні та інших містах.
Протести часто супроводжувалися контрпротестами, що змушувало поліцію докладати чималих зусиль, аби не допустити зіткнень.
Проти протестувальників виступив також Марк Цукерберг, ініціювавши 16 вересня 2021 року видалення у мережі Facebook майже 150 облікових записів і груп, пов'язаних із Querdenken.

### Італія
В Італії протести проти почались з березня 2020 року. Початково з протестами виступило католицьке духівництво у зв'язку із забороною поховань померлих від коронавірусу. Джованні Д'Ерколе, єпископ Асколі-Пікено в регіоні Марке, стверджував, що нездатність релігійних установ проводити служби без поховань нагадувала диктатуру.
Починаючи з літа 2021 хвилю протестів викликало впровадження паспорту імунізації, що з 6 серпня 2021 означало обмеження для невакцинованих осіб. Протести активувалися із наближенням закінчення терміну обов'язкової вакцинації 9 жовтня. На П'яцца-дель-Пополо в Римі зібралося приблизно 10 000 людей, і натовп увірвався в штаб-квартиру Італійської Генеральної конфедерації праці, найбільшої профспілки в Італії.. Протести відбувались і в інших містах.

### Польща
Сотні протестувальників зібралися в польському прикордонному місті Згоржелець, щоб протестувати проти карантину. Протест проводили на пішохідному мосту, який з'єднує Згоржелець та німецьке місто Горліц, оскільки багато хто проживав у Польщі, але працював у Німеччині. Багато хто протестував проти заборону перетинати кордон країн, оскільки вони жили в іншій країні.

### Росія
Поліціянти розігнали натовп з 2000 осіб у Владикавказі.

### Іспанія
Тисячі людей, переважно прихильники крайньо правої партії Вокс, брали участь у протестах у Мадриді та регіональних столицях країни через карантин та його вплив на економіку Іспанії. Протестувальники дотримувалися соціальної дистанції, а на чолі мадридських протестів їхав автобус, в якому був керівник партії Vox Сантьяго Абаскаль. Абаскаль закликав нинішню владу подати у відставку через карантин.

### Британія
Протести проти карантину у Британії проходили по всій країні у містах: Манчестер, Лестер та Саутгемптон.
У кінці квітня двоє протестувальників були заарештовані у Шрусбері. 2 травня група з 20 осіб, до якої входили деякі маленькі діти, провела мирний протест біля Нового Скотленд-Ярду.
30 травня в Гайд-парку відбувся «Фестиваль свободи». Демонстранти скандували «мені соромно за тебе», а поліцію зажорстокість під час арештів порівняли з Гестапо.

## Північна Америка

### Канада

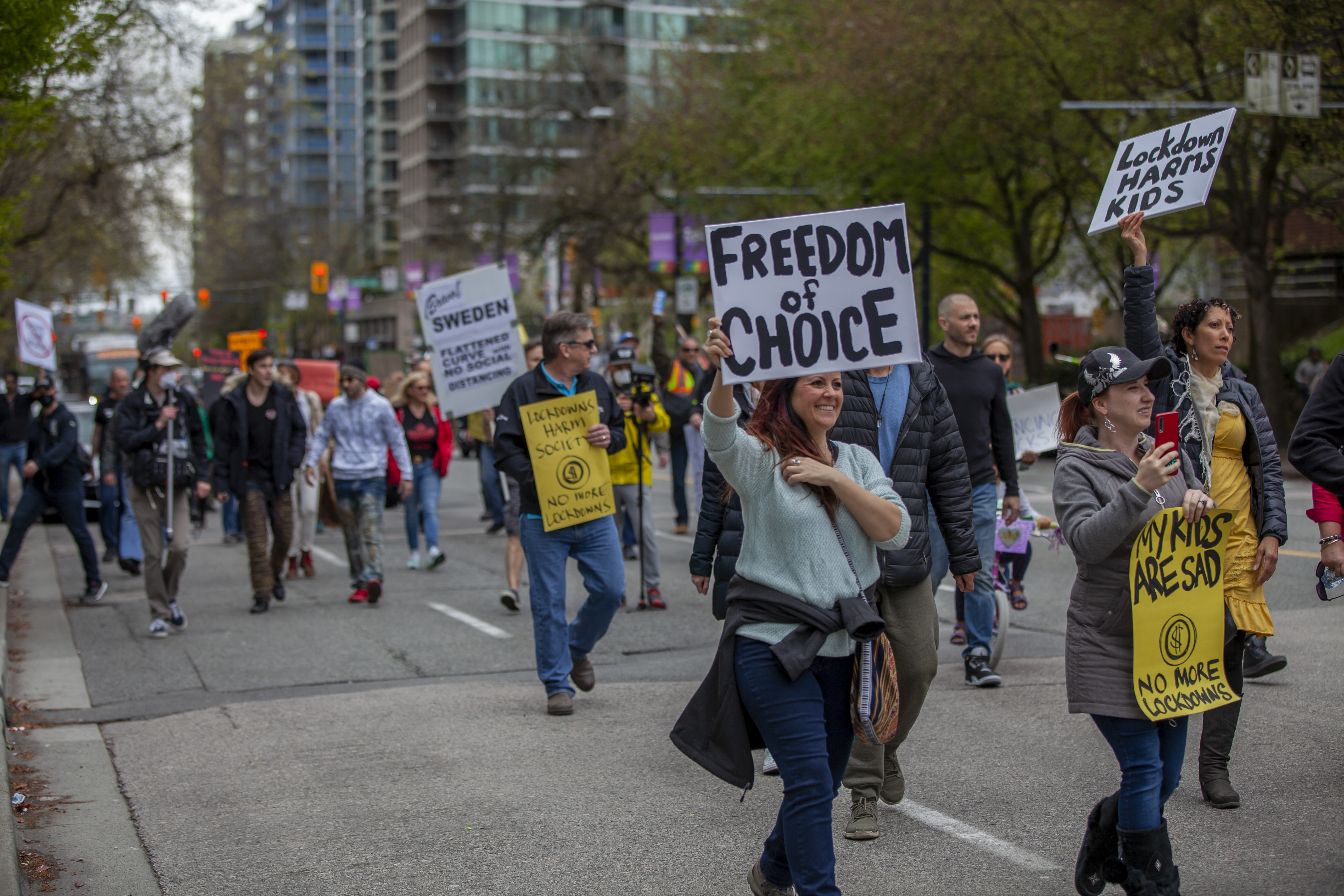
Протест проти карантину у Ванкувері, Британська Колумбія, 26 квітня 2020 року

У Канаді 19 квітня у Ванкувері почалися американські протести. Акції пройшли також у Торонто, Едмонтоні та Оттаві.
21 квітня повідомлялося, що ув'язнені в пенітенціарному закладі Саскачеван протестують проти карантину.
15 січня 2022 року набуло чинності розпорядження Уряду про вимогу паспорта вакцинації під час перетину кордону зі США. Це спричинило протест водіїв вантажівок. 18 лютого столична поліція, посилена підкріпленням із різних регіонів Канади, розпочала операцію з припинення мітингу.  За цей час було затримано 191 особу, евакуйовано 79 автомашин.

### Мексика
29 квітня поліція в Яялоні, Чіапас, на півдні Мексики, відкрила вогонь по людях, які протестували проти закриття пункту пропуску, який залишив їхню громаду ізольованою. Мешканці сусідньої Тумбали скаржилися, що в пункті пропуску неможливо отримати доступ до державних та банківських послуг. Контрольно-пропускні пункти було встановлено в 20 % муніципальних районах країни, що федеральний уряд визнав незаконним.
Сотні мексиканців взяли участь у демонстраціях 30 травня з вимогою відставки президента Андреса Мануеля Лопеса Обрадора через його дії під час карантину протипандемії COVID-19.

### США
Протести почалися в січні 2020 біля Білого дому. Перший випадок COVID-19 в США було зафіксовано 19 січня 2020 року.
До 7 квітня в 42 штатах було почато карантин. Він мав серйозні економічні наслідки, включаючи різке зростання рівня безробіття через закриття магазинів та робочих місць. До 15 квітня в деяких штатах спалахнули протести і демонстрації, вимагаючи повернути нормальний стан речей. До 1 травня в більш ніж половині штатів відбулися демонстрації, і багато губернаторів почали вживати заходів для зняття обмежень.
Після кількох тижнів гучних акцій протесту далекобійників у Канаді [Архівовано 28 лютого 2022 у Wayback Machine.], група американських далекобійників планує провести власну демонстрацію під назвою «Народний конвой». Колона вирушила в середу 23 лютого пізно вранці з Аделанто, Каліфорнія, приблизно в 85 милях на схід від Лос-Анджелеса.
«Єдиний спосіб, як я міг це описати, — це те, що я дуже пишався тим, що я американець, дуже пишався тим, що був частиною цього», — сказав Тревіс Бевелхаймер, далекобійник з Оберліна, штат Канзас, про атмосферу демонстрації, що проїхала Золотою долиною.

## Океанія

### Австралія
У день АНЗАК (26 квітня) в сільському містечку Трафальгар, штат Вікторія, відбулися перші акції протесту проти карантину.
У День матері (9 травня) від 100 до 300 учасників протестували проти закриття карантину біля будинку парламенту Вікторії в Мельбурні.

## Південна Америка

### Аргентина
25 травня, під час річниці першого національного уряду, по всій країні спалахнули протести, але переважно в Буенос-Айресі та Кордобі. Протест складався здебільшого від власників малого бізнесу, які вимагали дозволити органам місцевого та національного самоврядування працювати відповідно до санітарного протоколу. На цей момент наказ про перебування вдома діяв по всій країні протягом 65 днів.

### Бразилія
18 березня бразильці в Сан-Паулу та Ріо-де-Жанейро протестували проти карантину, запровадженого Жаїром Болсонару.
19 квітня, в День Збройних Сил Бразилії, Болсонаро зібрався з близько 600 протестуючих перед штабом армії в Бразилії, щоб вимагати «військового втручання» в боротьбу з коронавірусною ситуацією. Менші акції протесту із закликом губернаторів подати у відставку відбулися попереднього дня в Ріо-де-Жанейро, Сан-Паулу та Бразилію.

### Чилі
18 березня в комунах Ель-Боске, Ла-Пінтана та інших комунах в столичному регіоні Сантьяго відбулися заворушення.